# Yūta Shitara
Yūta Shitara (jap. 設楽悠太 Shitara Yūta; ur. 18 grudnia 1991) – japoński lekkoatleta specjalizujący się w biegach długich.
Dwukrotny medalista (złoto w drużynie i srebro indywidualnie) akademickich mistrzostw świata w biegach przełajowych z 2012 roku. 
Rekordy życiowe: bieg na 10 000 metrów – 27:54,82 (11 maja 2013, Nobeoka); półmaraton – 61:48 (18 marca 2012, Nowy Jork). 

## Osiągnięcia
| Rok  | Impreza                                     | Miejsce        | Konkurencja                | Lokata      | Wynik    |
| ---- | ------------------------------------------- | -------------- | -------------------------- | ----------- | -------- |
| 2012 | Akademickie mistrzostwa świata w przełajach | Łódź           | bieg mężczyzn na ok. 10 km | 2. miejsce  | 29:15    |
| 2015 | Mistrzostwa świata                          | Pekin          | bieg na 10 000 metrów      | 23. miejsce | 30:08,35 |
| 2016 | Igrzyska olimpijskie                        | Rio de Janeiro | bieg na 10 000 metrów      | 29. miejsce | 28:55,23 |